# Бочарников, Михаил Григорьевич
Михаил Григорьевич Бочарников (29 сентября 1886, Ставропольская губерния — после 1931) — эсер, делегат Всероссийского Учредительного собрания, секретарь Юго-Восточного комитета членов Учредительного собрания.

## Биография
Михаил Бочарников родился 29 сентября 1886 года в Богородицкой волости Медвеженского уезда (Ставропольская губерния) в семье крестьянина Григория Бочарникова. Окончив церковно-приходскую школу, Михаил поступил в Харьковский университет, но учёбу не завершил.
В 1902 году Михаил Бочарников вступил с Партию социалистов-революционеров (ПСР), а три года спустя, в период Первой русской революции, был выслан из Ростова-на-Дону, где тогда проживал, в родную волость. Скорее всего Михаил бежал из ссылки, так как уже в 1907 году он был арестован «за организацию группы ПСР» в Москве. Весной 1908 года он бежал от конвоя на этапе, но был пойман и (после 10 месяцев тюрьмы) повторно выслан  — на этот раз в Архангельскую губернию.
В новой ссылке Михаил Григорьевич подавал прошение о смягчении наказания и, получив отказ, бежал за границу (1910). Оказавшись в эмиграции (Бельгия, Швейцария и Франция), в 1912 году, он просил о возвращении в Россию с просьбой зачесть пребывание за рубежом в счёт ссылки. В 1913 году Михаил Бочарников вернулся в Российскую Империю и был сослан в Иркутскую губернию с лишением прав состояния. Всего провёл в «царских» тюрьмах и ссылках около 8 лет.
Михаил Бочарников был освобождён после Февральской революции, в марте 1917 года, и сразу вошёл в Иркутский губернский комитет (губком) ПСР, стал председателем правления Иркутского союза потребительских обществ, а также начал работать журналистом. В августе-октябре 1917 года Михаил получил пост председателя Богородицкого волостного земства. В том же году он был избран делегатом II-го Всероссийского съезда крестьянских депутатов (26 ноября — 10 декабря, Петроград) и, почти одновременно, стал членом Учредительного собрания по Ставропольскому избирательному округу от эсеров и Совета крестьянских депутатов (список № 1). 5 января 1918 года Михаил Бочарников был участников знаменитого заседания-разгона Собрания.
В 1918 году Михаил Григорьевич стал секретарём Юго-Восточного комитета членов Учредительного собрания (КОМУЧ) в Екатеринодаре, где издавал местную газету «Народоправство» (совместно с депутатом Николаем Березовым). В 1918–1919 годах он был членом Кубанского краевого комитета ПСР и редколлегии эсеровской газеты «Родная Земля» (позже — редактором). В этот период неоднократно подвергался арестам: в 1919, 1920, 1922 («за участие в съезде социалистов-революционеров») и 1923 годах. До 1929 года находился в ссылку в Уфе; затем работал в Москве и Ташкенте в качестве экономиста.
В 1931 году Михаил Бочарников был вновь арестован и выслан на 3 года на Урал. Дальнейшая его судьба неизвестна. Был реабилитирован ещё в период существования СССР — в 1989 году.

## Произведения
- М.Г. Бочарников, «Перспективы революционного движения в Европе» // Народовластие, 1919.[3] [статья в публицистическом сборнике]